# Vallónia főbb bányatelepei
Vallónia főbb bányatelepei 2012 óta az UNESCO négy helyszínt magába foglaló kulturális világöröksége Belgiumban. A Hainaut és Liège tartományokban fekvő Grand-Hornu, Bois-du-Luc, Bois du Cazier, és Blegny-Mine telephelyek Európa legkorábbi és legnagyobb szénbányái közé tartoztak, egyben a 19. század eleje és a 20. század második fele közötti belga szénbányászat legjobban megőrzött területei. 
A négy helyszín számos műszaki és ipari emléket őriz mind a felszíni, mind a földalatti szénbányászatról, a bányákhoz kapcsolódó ipari építészetről, továbbá a munkáslakások és a bányavárostervezés kialakulásához kapcsolódó társadalmi és emberi értékekről. A vallon szénmedence bányái az ipari forradalom emblematikus elemei az európai kontinensen.

## Leírás
Vallóniában egykor több száz szénbánya működött, legtöbbjük infrastruktúrája kisebb-nagyobb mértékben megsemmisült. A világörökségi emlékek közé az a négy telephely került 2012-ben, amelyek a legjobb állapotban fennmaradtak és ahol a bányaipar 19. és 20. század fejlődésének teljes folyamata végigkövethető: az európai ipari forradalom korai emlékeitől egészen az ipar és a város integrált együttesének utópisztikus építészetéig. Ez a négy vallon szénbánya az ipari forradalom technikai, társadalmi és városi innovációinak példaértékű bizonyítéka, amely hozzájárult ahhoz is, hogy Belgium a tömegiparból származó interkulturalizmus egyik legfontosabb helyszínévé vált.

## Története
Belgium egyetlen jelentős természeti kincse az Ardennek hegyei alatt található szén és vasérc volt, amelynek bányászata az ipari forradalom idején robbanásszerű terjeszkedésnek indult. A 19. század elejére a bányaipar és a szénre támaszkodó nehézipar képezte Belgium gazdaságának alapját. 
A bányászat és ipari terjeszkedés nagy része egy 170 km hosszú, 3–15 km széles földsávban, az "ipari völgy"-ben (franciául: sillon industriel) folyt, ahol ma Vallónia legnagyobb városai találhatóak.
A 20. században a belga bányászati ágazat hanyatlásnak indult, mert a bányák könnyen kitermelhető részei ekkorra már kimerültek, és a munka egyre költségsebbé vált. Bár a második világháborút követő időszakban kb. 100 000 bányászt foglalkoztattak Belgiumban, 1982-ben az utolsó vallóniai szénbánya is bezárta kapuit. A legutolsó szénbánya a flandriai Limburg tartományban 1992-ig működött.
A világörökségi bányatelepek az egykori sillon industriel részei voltak. Ma mindegyik múzeum, ipari műemlék.

## Helyszínek
| Név            | Kép | Elhelyezkedés                         | Leírás |
| -------------- | --- | ------------------------------------- | --- |
| Grand-Hornu    |     | Hornu, Hainaut (tartomány)            | A szénbányászathoz kapcsolódó ipari épületegyüttes és a munkások számára épített lakóterület a várostervezés egyik első példája a 19. század első feléből. A világ egyik legrégebbi munkástelepülése. |
| Bois-du-Luc    |     | Houdeng-Aimeries, Hainaut (tartomány) | Ez Európa egyik legrégebbi szénbányája, ahol már a 17. században megkezdődött a kitermelés és 1973-ban zárt be. A helyszín ökomúzeum, melyhez számos 1838 és 1919 között emelt épület tartozik.       |
| Bois du Cazier |     | Marcinelle, Hainaut (tartomány)       | Az 1822 és 1967 között működő szénbánya, leginkább egy 1956-os nagy bányakatasztrófa helyszíneként ismert, amelyben 262 bányász, többségében olasz migráns munkás vesztette életét.                   |
| Blegny-bánya   |     | Blegny, Liège (tartomány)             | Jelentős szénbánya Kelet-Belgiumban; 1980-ban ez volt az utolsó, amely bezárt a tartományban. |

## Lásd még
- Ipari régészet
- Ipari Örökségek Európai Útvonala